# Актал
Актал — село в Кош-Агачском районе Республики Алтай. Входит в состав Казахского сельского поселения. Население 0 чел. (2024).

## История
Основано в 1914 г. В 1928 г. урочище Ак-Тал состояло из 46 хозяйств, основное население — казаxи. Центр Казакского сельсовета Кош-Агачского района Ойротской области Сибирского края. Из-за постоянного проявления грунтовый воды в 1980-х годах было принято решение переселить жителей в ближнее село Жана-Аул.

## География
Расположен в южной части республики, у реки Юстыд.
Климат
Актал, как и весь район, приравнен к районам Крайнего Севера.

## Население
| 2010 | 2011 | 2012 | 2013 | 2014 | 2015 | 2016 |
| ---- | ---- | ---- | ---- | ---- | ---- | ---- |
| 12   | →12  | ↘10  | ↘8   | ↘7   | →7   | ↘3   |

Национальный состав
Согласно результатам переписи 2002 года, в национальной структуре населения казахи составляли 100 % от общей численности населения в 7 жителей

## Инфраструктура
Животноводческое хозяйство.

## Пограничная зона
В соответствии с приказом ФСБ РФ от 16 июня 2006 г. № 282 «О пределах пограничной зоны на территории Республики Алтай» на территории Казахского сельского поселения установлена погранзона.

## Транспорт
Просёлочные дороги.